# Angelica purpurascens
Angelica purpurascens là một loài thực vật có hoa trong họ Hoa tán. Loài này được (Av-Lall.) Gilli mô tả khoa học đầu tiên năm 1939.